# Powiat Kaho
Powiat Kaho (jap. 嘉穂郡 Kaho-gun) – powiat w Japonii, w prefekturze Fukuoka. W 2020 roku liczył 12 936 mieszkańców.

## Miejscowości
- Keisen

## Historia[2]

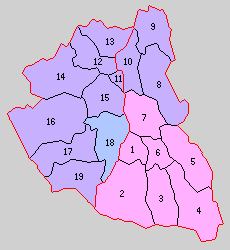
Powiat Kaho (1896 r.)

- Powiat został założony 1 kwietnia 1896 roku w wyniku połączenia powiatów Kama (miejscowość Ōguma, wioski Usui, Senzu, Ashijiro, Miyano, Kumada, Inatsuki, Shōnai, Kaita, Kasamatsu) oraz Honami (miejscowość Iizuka, wioski Futase, Ōya, Chinzei, Honami, Daibu, Kamihonami, Keisen, Uchino). (2 miejscowości, 17 wiosek)
- 1 czerwca 1909 – miejscowość Iizuka powiększyła się o teren wsi Kasamatsu. (2 miejscowości, 16 wiosek)
- 1 stycznia 1918 – wioska Ōya zdobyła status miejscowości i zmieniła nazwę na Kōbukuro. (3 miejscowości, 15 wiosek)
- 1 września 1924 – wioska Kumada status miejscowości. (4 miejscowości, 14 wiosek)
- 10 maja 1925 – miejscowość Kumada zmieniła nazwę na Yamada.
- 20 stycznia 1932 – miejscowość Iizuka zdobyła status miasta. (3 miejscowości, 14 wiosek)
- 1 września 1932 – wioska Futase zdobyła status miejscowości. (4 miejscowości, 13 wiosek)
- 17 kwietnia 1940 – wioska Keisen zdobyła status miejscowości. (5 miejscowości, 12 wiosek)
- 17 kwietnia 1941: (7 miejscowości, 10 wiosek)
  - wioska Usui zdobyła status miejscowości.
  - wioska Inatsuki zdobyła status miejscowości.
- 7 grudnia 1947 – wioska Uchino powiększyła się o część wsi Yasu (z powiatu Asakura).
- 1 kwietnia 1954 – miejscowość Yamada zdobyła status miasta. (6 miejscowości, 10 wiosek)
- 1 stycznia 1955 – w wyniku połączenia miejscowości Ōguma i wiosek Senzu, Miyano i Ashijiro powstała miejscowość Kaho. (6 miejscowości, 7 wiosek)
- 1 marca 1955 – część wioski Futase została włączona w teren miasta Iizuka.
- 31 marca 1955: (7 miejscowości, 4 wioski)
  - w wyniku połączenia wiosek Kamihonami, Uchino i części wsi Daibu powstała miejscowość Chikuho.
  - pozostałą część Daibu została włączona w teren wioski Honami.
- 3 listopada 1957 – wioska Honami zdobyła status miejscowości. (8 miejscowości, 3 wioski)
- 1 listopada 1958 – wioska Shōnai zdobyła status miejscowości. (9 miejscowości, 2 wioski)
- 1 stycznia 1959 – wioska Kaita zdobyła status miejscowości. (10 miejscowości, 1 wioska)
- 1 kwietnia 1963 – miejscowości Futase, Kōbukuro i wioska Chinzei zostały połączone z miastem Iizuka. (8 miejscowości)
- 26 marca 2006 – miejscowości Chikuho, Honami, Kaita i Shōnai zostały połączone z miastem Iizuka. (4 miejscowości)
- 27 marca 2006 – Inatsuki, Kaho i Usui zostały połączone z miastem Yamada tworząc miasto Kama. (1 miejscowość)